# DreamTravel
DreamTravel was een televisieprogramma op Net5 gepresenteerd door Frédérique Huydts.
In het televisieprogramma DreamTravel maakte een verliefd koppel de kans een droomreis krijgen, vaak waren deze koppels mensen die net een moeilijke tijd hadden doorgemaakt.
Op 3 april 2006 maakte Net5 bekend dat DreamTravel per direct stopte in verband met het overlijden van Frédérique Huydts, of de tegenvallende kijkcijfers hier ook mee te maken hadden is onduidelijk. Het programma Wie is de Mol? van de AVRO waar zij op het moment van overlijden ook in speelde ging wel door.